# Susanne Voigt (Bildhauerin)
Susanne Voigt (* 6. September 1927 in Dresden; † 31. März 2016 ebenda) war eine deutsche Bildhauerin.

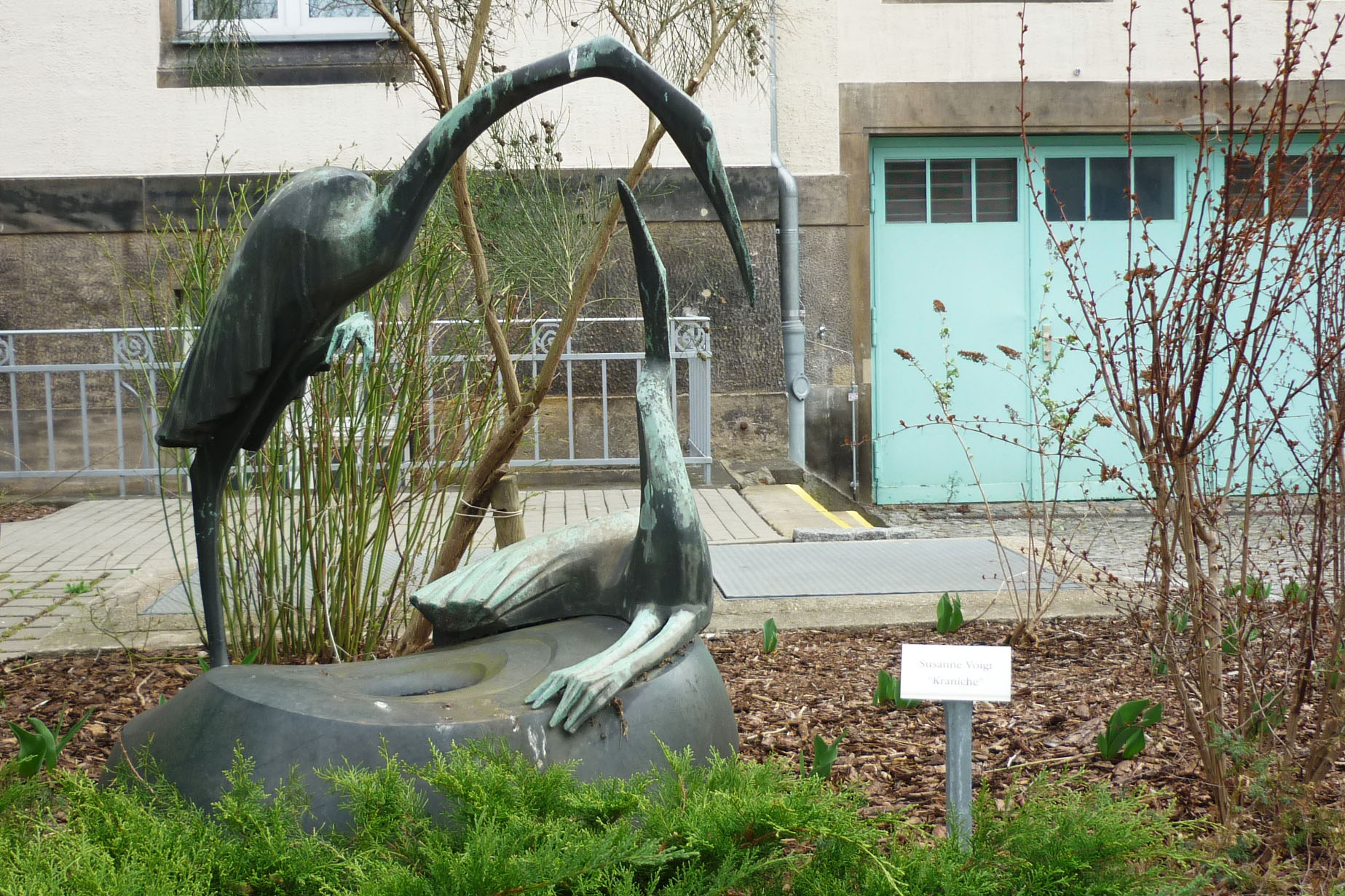
Bronzeplastik „Kraniche“ im Universitätsklinikum Dresden

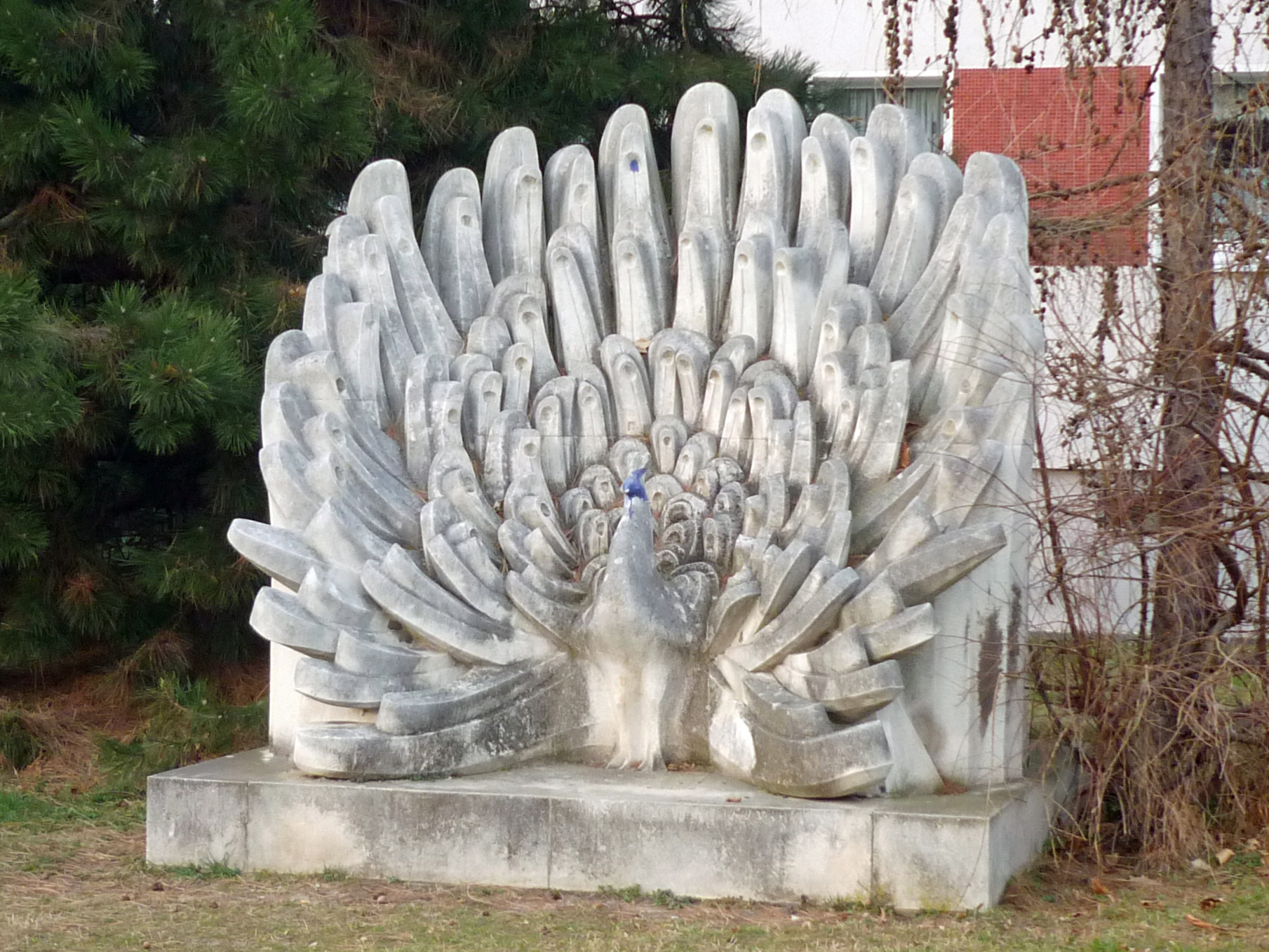
Skulptur „Radschlagender Pfau“ an der Stübelallee in Dresden

## Leben
Susanne Voigt absolvierte eine Lehre als Kontoristin und besuchte in Dresden die Handelsschule. Nach 1945 war sie Trümmerfrau.
Von 1950 bis 1956 studierte sie Bildhauerei an der Kunstakademie in Dresden bei Walter Arnold, Heinz Lohmar und Erich Fraaß. Sie schloss ihr Studium mit Diplom ab und war dann von 1957 bis 1990 Mitglied des VBKD.
In den frühen 1960er Jahren wandte sie sich vom sozialistischen Realismus ab und einer zunehmend abstrahierenden expressiven Formsprache in Kleinplastik und Grafik zu. Sie orientierte sich an Ernst Barlach und dem Kubismus. Da sie ab Mitte der 60er Jahre keine Aufträge mehr erhielt und nicht ausgestellt wurde, blieb ihr plastisches und ihr umfangreiches grafisches Werk bis zur großen Werkausstellung im Dresdner Schloss 1977 unbekannt. Weithin orientierte sie sich an der figuralen Grundform, die sie in lineare Bewegungsverläufe und Ausdrucksgestalten übersetzte.
Um den Preis von Isolation und Mittellosigkeit blieb sie ihrer eigenständigen Formensprache treu. Sie war fast 50 Jahre als freiberufliche Künstlerin in Dresden-Plauen (Nöthnitzer Str. 22) tätig.
Sie starb in einem Pflegeheim in Dresden und wurde am 13. Mai 2016 auf dem Urnenhain Tolkewitz in Dresden-Tolkewitz beigesetzt.

## Werke (Auswahl)
- Kraniche (Bronze), Dresden, Universitätsklinikum.
- 1959 bis 1960: Seelöwen-Paar, ehem. im Innenhof Feierabendheim Dresden–Seevorstadt, nach dem Umbau des Objekte lagern die Seelöwen im Lapidarium der Stadt Dresden
- 1964: Erwartung (Skulptur, Weihnachtsausstellung), Erwartung (1964)
- 1966: Oberarzt B. (Büste, 1966)
- 1978: Radschlagender Pfau (Entwurf 1966, die Umsetzung durch den Steinbildhauer Eberhard Kreische 1978 konnte nicht in voller Übereinstimmung mit dem Modell vorgenommen werden) aus bulgarischem Kalkstein, Dresden, Stübelallee.
- 1981: Traum (Skulptur IX. Kunstausstellung der DDR, 1982–1983), Traum (1981)
- 1982: Erwartung (Skulptur, Dresden, Büro für Bildende Kunst) – Dresden, Büro für Bildende Kunst, Erwartung (1982)
- 1983: Federzeichnung, Federzeichnung (1983)
- Figur o.T. Staatliche Kunstsammlungen Dresden

## Ausstellungen (unvollständig)

### Personalausstellungen
- 1966 Ausstellung (gemeinsam mit Sigrid Artes, Jürgen Weber): Studio-Ausstellung im Leonhardi-Museum Dresden.
- 1977 Ausstellung (zum 50. Geburtstag): Plastik, Figurinen, Kompositionen, Pastelle, Zeichnungen, Malerei im Pretiosensaal, Dresdner Schloß
- 1985 Ausstellung: Plastik, Grafik. Galerie Mitte Dresden
- 1986 Ausstellung: Kreuzkirche Dresden
- 2017 Ausstellung (zum 90. Geburtstag): Galerie K Westend, Dresden: Kleinplastiken, Tuschezeichnungen und Pastelle von 1966 bis 1986[4]
- 2018 Ausstellung: Städtische Galerie Dresden, Kunstsammlung: Die Bildhauerin und Zeichnerin Susanne Voigt wiederentdeckt

### Teilnahme an Gruppenausstellungen
- 1957: Berlin, Ausstellungspavillon Werderstraße („Junge Künstler der DDR“)
- 1974, 1979 und 1985: Dresden, Bezirkskunstausstellungen
- 1982/1983: Dresden IX. Kunstausstellung der DDR